# 索索·利帕尔捷利阿尼
索索·利帕尔捷利阿尼（1971年2月3日—），格鲁吉亚男子柔道运动员。他曾代表格鲁吉亚参加1996年夏季奥林匹克运动会柔道比赛，获得男子78公斤级铜牌。